# .nz
.nz е интернет домейн от първо ниво за Нова Зеландия. Администрира се от NZ Registry Services. Представен е през 1987 г.